# Białko NCgl1221

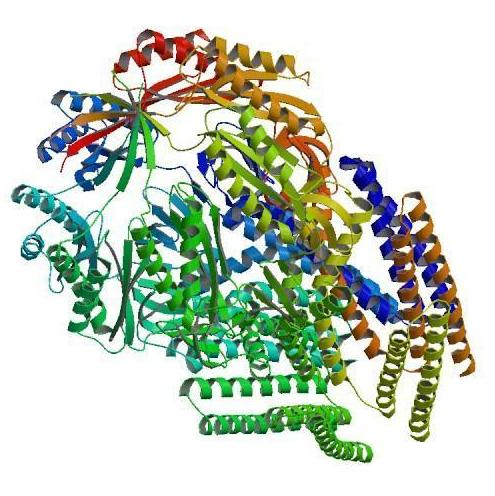
Zamknięta struktura MscS E. coli

Białko NCgl1221 - eksporter kwasu L-glutaminowego kodowany przez gen NCgl1221 w Corynebacterium glutamicum. Posiada domenę N-końcową (1-286 aminokwasów) homologiczną do MscS Escherichia coli, która jest niezbędna i wystarczająca do wytworzenia L-glutaminianu oraz długą domenę C-końcową (287-533 aminokwasów) o nieznanej funkcji. Białko NCgl1221 jest ograniczone do błony cytoplazmatycznej i jest białkiem błonowym z czterema segmentami transbłonowymi w swoim regionie C-końcowym w cytoplazmie. Zabiegi indukujące wytwarzanie L-glutaminianu, takie jak ograniczenie biotyny, dodanie Tween 40 lub penicyliny, zmieniają napięcie błony poprzez hamowanie biosyntezy lipidów lub peptydoglikanów i w wyniku aktywacji NCgl1221 następuje pasywny wyciek kwasu glutaminowego przez błonę cytoplazmatyczną do pożywki. Specyficzne mutacje genu NCgl1221 powodują wydzielanie glutaminianu w C. glutamicum bez żadnego leczenia indukującego. Kanały wrażliwe na mechanizmy wyczuwają zmiany napięcia błony poprzez redukcję osmotyczną i biorą udział w eksporcie kompatybilnych substancji rozpuszczonych w komórce w celu dostosowania się do zmian ciśnienia osmotycznego.  Analiza elektrofizjologiczna typu patch-clamp wykazała, że NCgl1221 rzeczywiście ma mechanicznie wrażliwą aktywność kanału.
Struktura pierwszorzędowa białka NCgl1221 składa się z 533 aminokwasów:
```
       1 milgvpiqyl lyslwnwivd tgfdvaiilv lafliprigr lamriikrrv esaadadttk
      61 nqlafagvgv yiaqivaffm lavsamqafg fslagaaipa tiasaaiglg aqsivadfla
     121 gffiltekqf gvgdwvrfeg ngivvegtvi eitmratkir tiaqetviip nstakvcinn
     181 snnwsravvv ipipmlgsen itdviarsea atrralgqek iapeilgeld vhpatevtpp
     241 tvvgmpwmvt mrflvqvtag nqwlverair teiisefwee ygsatttsgt lidslhvehe
     301 epktslidas pqalkepkpe aaatvaslaa ssnddadnad asvinagnpe keldsdvleq
     361 elsseepeet akpdhslrgf frtdyypnrw qkilsfggrv rmstslllga llllslfkvm
     421 tvepsenwqn ssgwlspsta tstavttset sapvstpsmt vpttveetpt mesnvetqqe
     481 tstpatatpq radtieptee atsqeettas qtqspaveap tavqetvapt stp
```